# André Duchesne
André Duchesne (eller Du Chesne, latiniserat Andreas Duchenius, Andreas Chesneus, Andreas Quercetanus, Andreas Querneus, född i maj 1584 i L'Île-Bouchard, död 30 maj 1640 i Paris, var en fransk historiker och geograf. Han var far till François Duchesne.
Han var kunglig historiograf som åtnjöt kardinal Richelieus beskydd och har kallats den franska historieskrivningens fader och var en ivrig samlare och utgivare av urkunder. Främst bland hans verk märks Historiae Normanorum scriptores antiqui och Historiae Francorum scriptores, den senare fullbordad av hans son.